# كلايف تورنبول
كلايف تورنبول (بالإنجليزية: Clive Turnbull) هو صحفي أسترالي، ولد في 22 ديسمبر 1906، وتوفي في 25 مايو 1975.